# آفتابگردان‌های کور
آفتابگردان‌های کور (اسپانیایی: Los girasoles ciegos‎) فیلمی اسپانیایی به کارگردانی خوزه لوئیس کوئردا است که در سال ۲۰۰۸ منتشر شد. این فیلم نمایندهٔ اسپانیا برای حضور در هشتاد و یکمین دوره جوایز اسکار بود که به فهرست نهایی نامزدان راه نیافت. این فیلم در سال ۲۰۰۹ برندهٔ «جایزهٔ گویای بهترین فیلم‌نامه اقتباسی» شد و خوزه آنخل اگیدو جایزهٔ بهترین بازیگر نقش مکمل را از «اتحادیهٔ بازیگران اسپانیا» دریافت کرد.

## گزیدهٔ بازیگران
- ماریبل وردو
- خاویر کامارا
- رائول آره‌والو
- ایرنه اسکولار
- مارتینیو ریباس
- خوزه آنخل اگیدو
- پاتریک کریادو
- لوئیس کایخو